# DHCドリームプロジェクト〜はなわ・こんのひとみ 夢をかなえよう
DHCドリームプロジェクト〜はなわ・こんのひとみ 夢をかなえよう（でぃーえいちしードリームプロジェクト はなわこんのひとみゆめをかなえよう）は、TBSラジオをキーステーションに、DHCの提供で放送されていたラジオ番組。2006年4月放送開始。2018年9月放送終了。
毎日放送(MBSラジオ)でも放送されていたが、同局での放送は2008年9月28日を以て終了となった。

## 概要
毎週、全国の小学校や中学校へ出向き、生徒たちの夢を元に即興での演奏を行っていた。
訪問先の学校は、メールやはがきで募集していた。

## ネット局・放送時間
TBSラジオ
- 毎週日曜日 8:00 - 8:10

「プレシャスサンデー」内
2018年9月30日で放送終了。

### 過去のネット局・放送時間
毎日放送
- 毎週日曜日 9:00 - 9:10

2008年9月28日で放送終了。

## 出演者
- はなわ
- こんのひとみ